# مهدی صابرپور
مهدی صابرپور مربی و بازیکن سابق والیبال عضو باشگاه تاج و تیم ملی ایران بود. صابرپور به عنوان مربی سابقه هدایت تیم‌های بنیاد شهید تهران، آبگینه قزوین، بازیافت تهران، تیم ملی جوانان ایران و آبفا سمنان را در کارنامه خود دارد.
صابرپور در دوران سرمربیگری خود ۳ دوره مقام قهرمانی و یک دوره نایب قهرمانی و یک دوره سومی را در لیگ برتر به دست آورده‌است. وی به عنوان بازیکن به مدت یک دهه در باشگاه تاج تهران حضور داشت و با این تیم به قهرمانی جام تخت جمشید و جام پاسارگارد دست یافت.